# Dopaminski receptor D4
Dopaminski receptor D4 je G protein spregnuti receptor kodiran  genom. Poput drugih dopaminskih receptora, D4 receptor se aktivira neurotransmiterom dopaminom. On je povezan sa mnogim neurološkim i psihijatrijskim oboljenjima, neka od kojih su šizofrenija, Parkinsonova bolest, bipolarni poremećaj, adikcije, i poremećaji ishrane kao što su anoreksija nervoza, bulimija nervoza i nekontrolisano jedenje.
D4 je biološka meta za lekove kojima se tretira šizofrenija i Parkinsonova bolest. Ovaj receptor je sličan sa D2 receptorom, u smislu da aktivirani receptor inhibira enzim adenilat cilazu, čime se redukuje intraćelijska koncentracija sekundarnog glasnika cikličnog AMP-a.

## Ligandi

### Agonisti
- : potentan puni agonist, sa 5-HT1A antagonistnom komponentom[3]
- : pun agonist, > 100-puta selektivniji u odnosu na panel od sedamdeset različitih receptora i jonskih kanala[4]
- - razvijen za lečenje impotencije[5]
- - ima bolju oralnu biodostupnost od ABT-724[6]
- 316: parcijalni agonist, > 8600-puta selektivniji u odnosu na druge dopaminske receptore[7]
- 299: parcijalni agonist[7]
--1-aril-3-(4-piridinpiperazin-1-il)propanon oksimi[8]
- : parcijalni agonist[9]
- Flibanzerin - parcijalni agonist
- - D4 selektivan, ali se isto tako vezuje za  i
- - D4 selektivan, ali se isto tako vezuje za  i
- - parcijalni agonist

### Antagonisti
- : potentan, podtip selektivan antagonist (>2700-puta)[10]
- [11]
- [12][13]
- [14]
- : takođe σ1 afin[15]
- Fananserin - mešoviti  antagonist

### Inverzni agonisti
- : inverzni agonist, podtip selektivan u odnosu na D2 i D3[11][16]

## Spoljašnje veze
- „Dopamine Receptors: D4”. IUPHAR Database of Receptors and Ion Channels. International Union of Basic and Clinical Pharmacology. Архивирано из оригинала 05. 03. 2012. г.
- Istraživanja DRD4 gena
- Receptors,+Dopamine+D4 на 
- Marisa Wilson. „Are you a thrill seeker??”. Davidson College. Приступљено 05. 04. 2008.
- „The D4DR Gene”. D4DR Club. Архивирано из оригинала 30. 04. 2008. г. Приступљено 05. 04. 2008.